# Tiszanána, Heves
Tiszanána  este un sat în districtul Heves, județul Heves, Ungaria, având o populație de 2.625 de locuitori (2011). 

## Demografie
Componența etnică a satului Tiszanána
     Maghiari (80,1%)
     Romi (19,15%)
     Necunoscut (0,19%)
     Alții (0,57%)
Componența confesională a satului Tiszanána
     Romano-catolici (55,96%)
     Reformați (12,34%)
     Fără religie (6,4%)
     Necunoscută (24,57%)
     Alte religii (1,45%)
Conform recensământului din 2011, satul Tiszanána avea 2.625 de locuitori. Din punct de vedere etnic, majoritatea locuitorilor (80,1%) erau maghiari, cu o minoritate de romi (19,15%). Apartenența etnică nu este cunoscută în cazul a 0,19% din locuitori.  Din punct de vedere confesional, majoritatea locuitorilor (55,96%) erau romano-catolici, existând și minorități de reformați (12,34%) și persoane fără religie (6,4%). Pentru 24,57% din locuitori nu este cunoscută apartenența confesională.